# Миколаївська міська рада

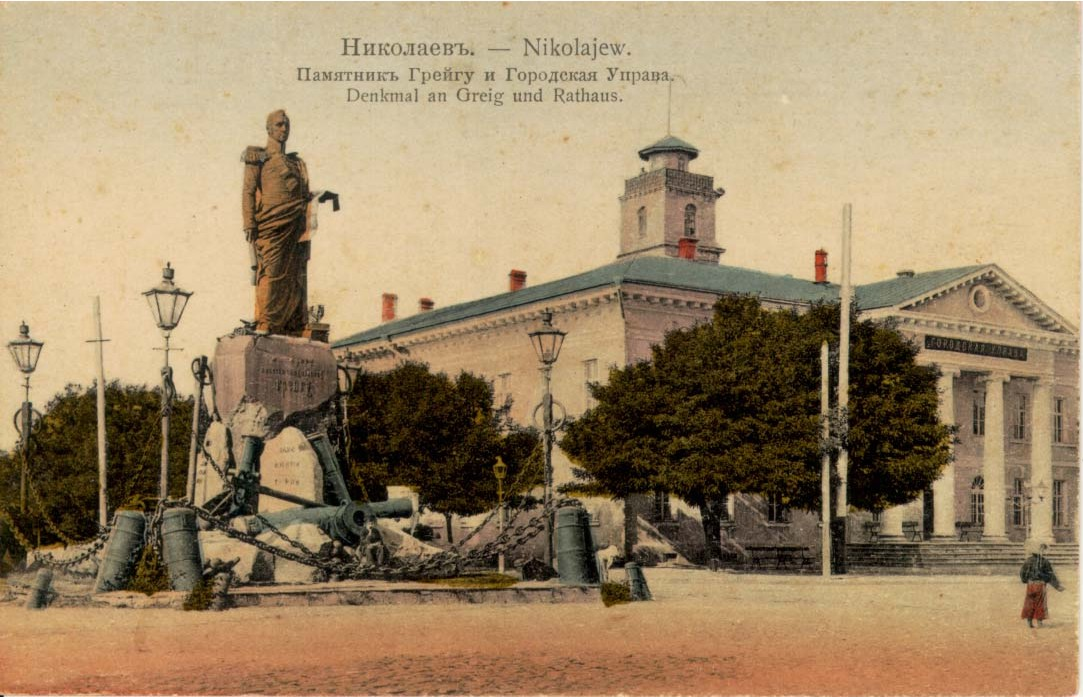
Міська управа. Листівка II пол. XIX ст.

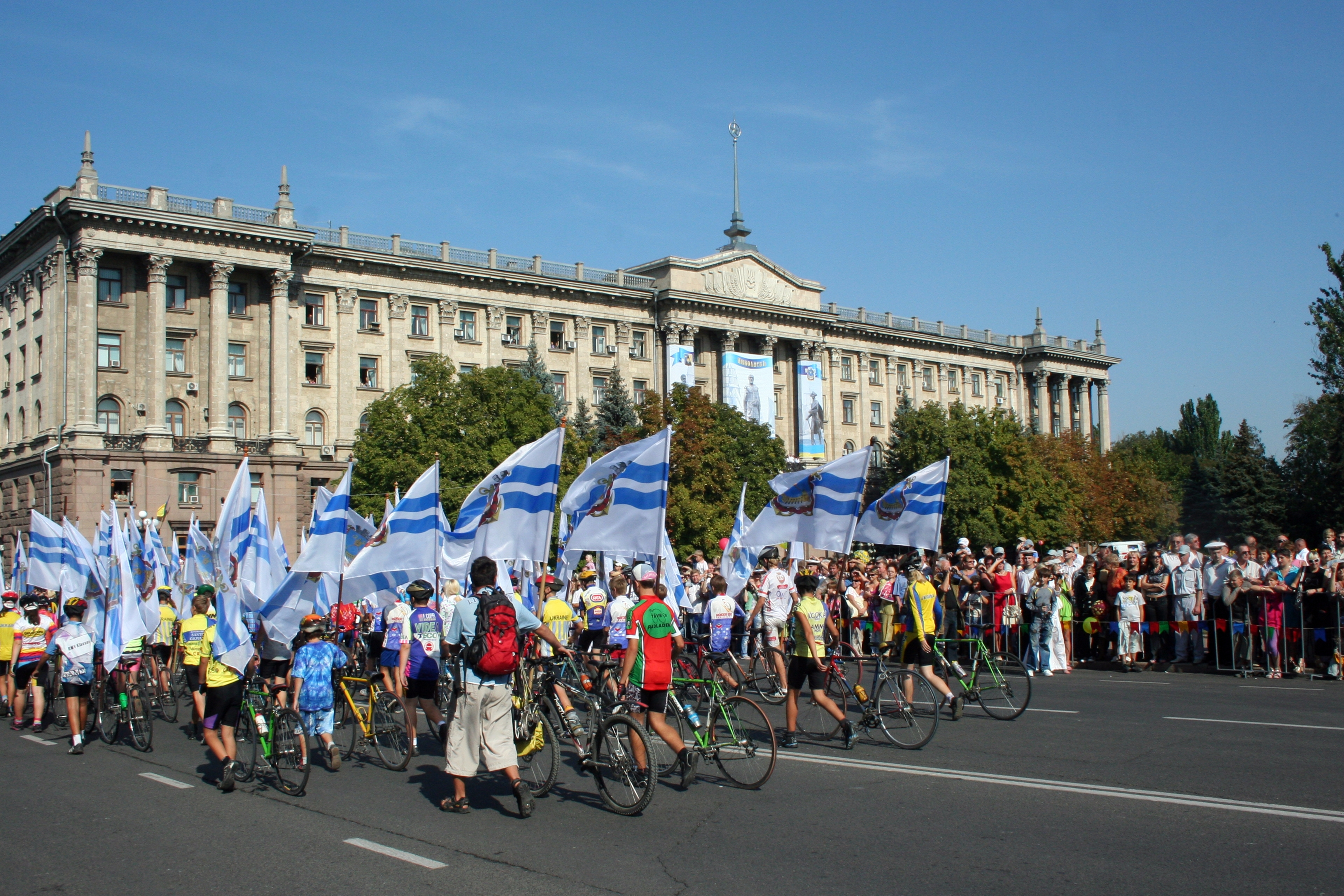
Миколаївська міська рада під час святкування 220-ї річниці Миколаєва

Микола́ївська міська́ ра́да — орган місцевого самоврядування в Миколаївській області. Адміністративний центр ради — місто Миколаїв, що є адміністративним центром області.

## Загальні відомості
- Територія ради: 259,83 км²
- Населення ради: 493 658 особи (станом на 1 вересня 2015 року)
- Територією ради протікають річки Південний Буг, Інгул.

## Адміністративний устрій
Міській раді підпорядковані:
- м. Миколаїв
  - Заводський район
  - Корабельний район
  - Інгульський район
  - Центральний район

## Склад ради
Рада складається з 54 депутатів та голови.
- Голова ради: Сєнкевич Олександр Федорович
- Секретар ради: Фалько Дмитро Володимирович

### Керівний склад попередніх скликань
| Прізвище, ім'я, по батькові  | Основні відомості                                                                                 | Дата обрання | Дата звільнення |
| ---------------------------- | ------------------------------------------------------------------------------------------------- | ------------ | --------------- |
| Чайка Володимир Дмитрович    | Міський голова, 1948 року народження, освіта вища, безпартійний                                   | 26.03.2006   | 31.10.2010      |
| Чайка Володимир Дмитрович    | Міський голова, 1948 року народження, освіта вища, член Партії регіонів                           | 31.10.2010   | 02.02.2014      |
| Гранатуров Юрій Ісайович     | Міський голова, 1960 року народження, освіта вища, безпартійний                                   | 25.05.2014   | 15.11.2015      |
| Сєнкевич Олександр Федорович | Міський голова, 1982 року народження, освіта вища, член політичної партії "Об'єднання «Самопоміч» | 15.11.2015   |                 |

Примітка: таблиця складена за даними сайту Верховної Ради України та ЦВК

### Депутати VIII скликання
За результатами місцевих виборів 2020 року депутатами ради стали:

#### За суб'єктами висування
| Суб'єкт висування        | Кількість обраних депутатів | %  |
| ------------------------ | --------------------------- | -- |
| ОПЗЖ                     | 17 / 54                     | 17 |
| Пропозиція               | 13 / 54                     | 13 |
| Слуга народу             | 9 / 54                      | 9  |
| Європейська Солідарність | 5 / 54                      | 5  |
| Партія Шарія             | 5 / 54                      | 5  |
| Позафракційні            | 4 / 54                      | 4  |

### Депутати VII скликання
За результатами місцевих виборів 2015 року депутатами ради стали:

#### За суб'єктами висування
| Суб'єкт висування    | Кількість обраних депутатів | %     |
| -------------------- | --------------------------- | ----- |
| Опозиційний блок     | 26                          | 48.15 |
| Самопоміч            | 10                          | 18.52 |
| Блок Петра Порошенка | 9                           | 16.67 |
| Наш край             | 9                           | 16.67 |

#### За округами
| № округу                                    | Прізвище, ім'я, по батькові        | Дата нар.  | Освіта              | Партійна приналежність                           | Відомості |
| ------------------------------------------- | ---------------------------------- | ---------- | ------------------- | ------------------------------------------------ | --- |
| Політична Партія «Опозиційний блок»         |                                    |            |                     |                                                  | |
| пк                                          | Дятлов Ігор Сергійович             | 12.09.1981 | вища                | член Політичної Партії «Опозиційний блок»        | Благодійний фонд «Довіра Миколаєва», директор |
| 47                                          | Солтис Олег Петрович               | 18.09.1972 | вища                | безпартійний                                     | КП "СПКП "Гуртожиток, директор |
| 34                                          | Дюмін Анатолій Григорович          | 31.03.1951 | вища                | член Політичної Партії «Опозиційний блок»        | ПП «Клаксон», директор |
| 45                                          | Копійка Ігор Миколайович           | 01.03.1968 | вища                | член Політичної Партії «Опозиційний блок»        | Фізична особа підприємець |
| 30                                          | Євтушенко Володимир Вікторович     | 05.05.1953 | вища                | член Політичної Партії «Опозиційний блок»        | ТОВ «Глобус-Плюс», директор |
| 38                                          | Манзюк Наталя Іванівна             | 21.08.1979 | вища                | безпартійна                                      | Адміністрація Корабельного району Миколаївської міської ради, головний спеціаліст відділу ведення державного реєстру виборців України             |
| 53                                          | Ласурія Світлана Анатоліївна       | 17.12.1966 | вища                | безпартійна                                      | Приватний нотаріус |
| 51                                          | Малікін Олександр Володимирович    | 02.04.1973 | вища                | член Політичної Партії «Опозиційний блок»        | тимчасово не працює |
| 15                                          | Веселовська Лариса Ігорівна        | 27.08.1962 | вища                | член Політичної Партії «Опозиційний блок»        | ПП «Катерина», директор |
| 40                                          | Бернацький Олександр Вікторович    | 11.02.1966 | вища                | член Політичної Партії «Опозиційний блок»        | ТОВ ТД «Морепродукт», директор |
| 36                                          | Омельчук Олександр Андрійович      | 15.10.1979 | вища                | член Політичної Партії «Опозиційний блок»        | ПП «Рекламгруп», директор |
| 48                                          | Андрійчук Владислав Юрійович       | 22.05.1975 | вища                | безпартійний                                     | Фізична особа підприємець |
| 32                                          | Грозов Артем Анатолійович          | 11.07.1979 | вища                | член Політичної Партії «Опозиційний блок»        | ДП НВКГ «Зоря-Машпроект», старший інспектор відділу кадрів                                                                                        |
| 39                                          | Гусєв Олександр Сергійович         | 28.09.1982 | загальна середня    | член Політичної Партії «Опозиційний блок»        | ПП «Інтеграл-К», директор |
| 37                                          | Янков В'ячеслав Станіславович      | 05.12.1984 | вища                | член Політичної Партії «Опозиційний блок»        | КП «Дорога», головний інженер |
| 52                                          | Лазута Катерина Юріївна            | 05.04.1991 | вища                | безпартійна                                      | ТОВ «Центральний 1», юрист |
| 21                                          | Копач Людмила Анатоліївна          | 01.12.1954 | вища                | член Політичної Партії «Опозиційний блок»        | пенсіонерка |
| 29                                          | Жайворонок Сергій Іванович         | 23.06.1951 | вища                | член Політичної Партії «Опозиційний блок»        | Дитяча юнацька спортивна школа № 3, директор |
| 8                                           | Танасевич Зінаїда Миколаївна       | 04.03.1960 | вища                | безпартійна                                      | тимчасово не працює |
| 2                                           | Садиков Володимир Валерійович      | 05.07.1972 | вища                | безпартійний                                     | Фізична особа підприємець |
| 54                                          | Кучкарова Світлана Сергіївна       | 28.01.1985 | вища                | член Політичної Партії «Опозиційний блок»        | Група компаній «Lauffer Group», спеціаліст |
| 24                                          | Пономарьов Микола Васильович       | 01.12.1957 | професійно-технічна | безпартійний                                     | ТОВ "Спеціалізова-ний морський порт «Ніка-Тера», механік                                                                                          |
| 31                                          | Бурганенко Олександр Іванович      | 19.03.1975 | вища                | член Політичної Партії «Опозиційний блок»        | ТОВ «Аста-Агро», фінансовий директор |
| 4                                           | Жвавий Дмитро Костянтинович        | 18.06.1978 | вища                | безпартійний                                     | Спортивно-оздоровчий комплекс «Інгул», керівник                                                                                                   |
| 33                                          | Мішкур Станіслав Сергійович        | 04.03.1982 | вища                | член Політичної Партії «Опозиційний блок»        | тимчасово не працює |
| 3                                           | Зоткін Павло Сергійович            | 28.04.1980 | вища                | член Політичної Партії «Опозиційний блок»        | ТОВ «Нік-ойл», директор |
| Політична партія "Об'єднання «САМОПОМІЧ»    |                                    |            |                     |                                                  | |
| пк                                          | Ісаков Сергій Михайлович           | 26.05.1954 | вища                | член Політичної партії "Об'єднання «САМОПОМІЧ»   | пенсіонер |
| 50                                          | Панченко Федір Борисович           | 06.08.1985 | вища                | член Політичної партії "Об'єднання «САМОПОМІЧ»   | ТОВ «Ай Ем Софтвер», директор |
| 44                                          | Таранова Світлана Володимирівна    | 25.10.1972 | вища                | безпартійна                                      | тимчасово не працює |
| 9                                           | Рєпін Олександр Володимирович      | 14.05.1961 | вища                | безпартійний                                     | ФОП Рєпін О. В., приватний підприємець |
| 29                                          | Сєнкевич Олександр Федорович       | 04.02.1982 | вища                | член Політичної партії "Об'єднання «САМОПОМІЧ»   | ПП «Лєда», директор |
| 42                                          | Апанасенко В'ячеслав Володимирович | 26.01.1971 | професійно-технічна | безпартійний                                     | ТОВ «Роппонгі», приватний підприємець |
| 43                                          | Філевський Ростислав Миколайович   | 05.06.1978 | вища                | безпартійний                                     | ТОВ «Біос», директор, головний юрисконсульт |
| 45                                          | Січко Дмитро Сергійович            | 08.09.1978 | вища                | безпартійний                                     | Чорноморський державний університет ім. Петра Могили, декан юридичного факультету                                                                 |
| 52                                          | Лєпішев Олексій Олександрович      | 16.04.1974 | вища                | безпартійний                                     | ПП Лєпішев О. О., приватний підприємець |
| 24                                          | Горбенко Наталія Олексіївна        | 04.10.1973 | вища                | безпартійна                                      | ТОВ «Металург Півдня», заступник генерального директора з економіки                                                                               |
| ПАРТІЯ "БЛОК ПЕТРА ПОРОШЕНКА «СОЛІДАРНІСТЬ» |                                    |            |                     |                                                  | |
| пк                                          | Картошкін Костянтин Едуардович     | 12.07.1971 | вища                | безпартійний                                     | Державного підприємства "Науково-виробничий комплекс газотубобудування «Зоря» — «Машпроект», генеральний директор                                 |
| 46                                          | Казакова Тетяна Вікторівна         | 27.12.1965 | вища                | член ПАРТІЇ "БЛОК ПЕТРА ПОРОШЕНКА «СОЛІДАРНІСТЬ» | Товариство з обмеженою відповідальністю «ИСТ-ВЕСТ ТУР», директор                                                                                  |
| 1                                           | Криленко Володимир Ігорович        | 02.07.1966 | вища                | член ПАРТІЇ "БЛОК ПЕТРА ПОРОШЕНКА «СОЛІДАРНІСТЬ» | Миколаївський національний університет ім. В. О. Сухомлинського, завідувач кафедри фінансів та кредиту                                            |
| 49                                          | Кисельова Олена Василівна          | 27.08.1973 | вища                | член ПАРТІЇ "БЛОК ПЕТРА ПОРОШЕНКА «СОЛІДАРНІСТЬ» | Товариство з обмеженою відповідальністю «Еллінг-2000», директор                                                                                   |
| 23                                          | Петров Анатолій Георгійович        | 05.09.1963 | вища                | член ПАРТІЇ "БЛОК ПЕТРА ПОРОШЕНКА «СОЛІДАРНІСТЬ» | Морський Спеціалізований Порт «Ніка-Тера», заступник начальника з питань охорони праці, охорони навколишнього середовища та надзвичайних ситуацій |
| 41                                          | Горбуров Кирило Євгенович          | 28.03.1980 | вища                | член ПАРТІЇ "БЛОК ПЕТРА ПОРОШЕНКА «СОЛІДАРНІСТЬ» | Приватний нотаріус |
| 35                                          | Римарь Євген Вікторович            | 09.05.1984 | вища                | член ПАРТІЇ "БЛОК ПЕТРА ПОРОШЕНКА «СОЛІДАРНІСТЬ» | Товариство з обмеженою відповідальністю «Луксенітна», директор                                                                                    |
| 27                                          | Концевой Ігор Олександрович        | 03.07.1962 | вища                | член ПАРТІЇ "БЛОК ПЕТРА ПОРОШЕНКА «СОЛІДАРНІСТЬ» | ОРВП «Продовольчі товари», директор |
| 16                                          | Танасов Сергій Іванович            | 30.01.1984 | вища                | безпартійний                                     | Військова частина — польова пошта В2137, передовий авіаційний навідник                                                                            |
| Політична партія «Наш край»                 |                                    |            |                     |                                                  | |
| пк                                          | Гранатуров Юрій Ісайович           | 31.07.1960 | вища                | член Політичної партії «Наш край»                | Миколаївська міська рада, миколаївський міський голова                                                                                            |
| 10                                          | Кантор Сергій Анатолійович         | 04.05.1952 | вища                | член Політичної партії «Наш край»                | Публічне акціонерне товариство "Завод «Екватор», голова наглядової ради                                                                           |
| 54                                          | Мотуз Сергій Васильович            | 01.06.1958 | вища                | безпартійний                                     | Центр первинної медико-санітарної допомоги № 4, головний лікар                                                                                    |
| 11                                          | Шульгач Сергій Володимирович       | 17.05.1965 | вища                | безпартійний                                     | Товариство з обмеженою відповідальністю «Миколаївавтодор», директор                                                                               |
| 19                                          | Єнтін Владислав Олегович           | 17.03.1976 | вища                | безпартійний                                     | Товариство з обмеженою відповідальністю «Миколаївська біопаливна компанія», директор                                                              |
| 15                                          | Грипас Олег Володимирович          | 07.07.1959 | вища                | безпартійний                                     | Приватний підприємець |
| 16                                          | Крісенко Олег Вікторович           | 29.06.1959 | вища                | член Політичної партії «Наш край»                | Миколаївська міська асоціація «Моя Батьківщина», голова ради                                                                                      |
| 14                                          | Карцев Сергій Миколайович          | 27.02.1958 | вища                | безпартійний                                     | Громадська організація «Соціальний захист», голова консультативно-координаційної ради                                                             |
| 13                                          | Карцев В'ячеслав Миколайович       | 25.08.1961 | вища                | безпартійний                                     | Адміністрація Заводського району Миколаївської міської ради, голова                                                                               |

### Депутати VI скликання
За результатами місцевих виборів 2010 року депутатами ради стали:

#### За суб'єктами висування
| Суб'єкт висування                                       | Кількість обраних депутатів | %    |
| ------------------------------------------------------- | --------------------------- | ---- |
| Партія регіонів                                         | 60                          | 66,7 |
| Комуністична партія України                             | 6                           | 6,7  |
| Політична партія «Фронт Змін»                           | 6                           | 6,7  |
| Політична партія «Третя Сила»                           | 5                           | 5,6  |
| Політична партія Всеукраїнське об'єднання «Батьківщина» | 4                           | 4,4  |
| Політична партія «Сильна Україна»                       | 4                           | 4,4  |
| Партія Зелених України                                  | 3                           | 3,3  |
| Партія Політичне об'єднання «Рідна Вітчизна»            | 1                           | 1,1  |
| Партія «Справедливість»                                 | 1                           | 1,1  |

#### За округами
| № округу                                                | Прізвище, ім'я, по батькові         | Дата визнання обраним | Освіта         | Партійна приналежність                        | Відомості про обраного депутата                                                                 |
| ------------------------------------------------------- | ----------------------------------- | --------------------- | -------------- | --------------------------------------------- | ----------------------------------------------------------------------------------------------- |
| Комуністична партія України                             |                                     |                       |                |                                               |                                                                                                 |
| б/м                                                     | Трифонов Олександр Петрович         | 05.11.2010            | Освіта вища    | член Комуністичної партії України             | ТОВ «Земал», менеджер                                                                           |
| б/м                                                     | Свинарчук Олена Володимирівна       | 05.11.2010            | Освіта середня | член Комуністичної партії України             | ЦК КПУ, перший секретар Заводського РК КПУ                                                      |
| б/м                                                     | Борович Віктор Миколайович          | 05.11.2010            | Освіта вища    | член Комуністичної партії України             | ТОВ «Автохауз», голова правління                                                                |
| б/м                                                     | Харченко Світлана Анатоліївна       | 05.11.2010            | Освіта вища    | член Комуністичної партії України             | ЦК КПУ, перший секретар Миколаїв-ського міськкому КПУ                                           |
| б/м                                                     | Румянцев Олександр Анатолійович     | 05.11.2010            | Освіта вища    | член Комуністичної партії України             | ЗАТ «Торгін-формсервіс», голова правління                                                       |
| б/м                                                     | Ніколашин Вячеслав Миколайович      | 05.11.2010            | Освіта вища    | член Комуністичної партії України             | тимчасово не працює                                                                             |
| Партія Політичне об'єднання «Рідна Вітчизна»            |                                     |                       |                |                                               |                                                                                                 |
| 20                                                      | Кантор Сергій Анатолійович          | 05.11.2010            | Освіта вища    | позапартійний                                 | ВАТ "Завод «Екватор», голова правління — директор заводу                                        |
| Партія Зелених України                                  |                                     |                       |                |                                               |                                                                                                 |
| б/м                                                     | Літвак Сергій Михайлович            | 05.11.2010            | Освіта вища    | член Партії Зелених України                   | Обласна Державна Адміністрація, помічник голови                                                 |
| б/м                                                     | Терещенко Максим Геннадійович       | 05.11.2010            | Освіта вища    | член Партії Зелених України                   | пенсіонер                                                                                       |
| 30                                                      | Булах Людмила Тимофіївна            | 05.11.2010            | Освіта вища    | позапартійна                                  | ДПНВКГ «Зоря — Машпроект», начальник лабораторії фізико — механічних іспитів                    |
| Партія регіонів                                         |                                     |                       |                |                                               |                                                                                                 |
| б/м                                                     | Дубінець Тамара Іванівна            | 05.11.2010            | Освіта вища    | член Партії регіонів                          | Миколаївська міська поліклініка № 2, головний лікар                                             |
| б/м                                                     | Харлан Ольга Геннадіївна            | 05.11.2010            | Освіта вища    | член Партії регіонів                          | Міністерство з питань сім'ї, молоді та спорту, спортсмен-інструктор                             |
| б/м                                                     | Дем'янов Олександр Євгенович        | 05.11.2010            | Освіта вища    | член Партії регіонів                          | Міська лікарня швидкої медичної допомоги, головний лікар                                        |
| б/м                                                     | Омельчук Олександр Андрійович       | 05.11.2010            | Освіта вища    | член Партії регіонів                          | КПММР «Бюро естетики міського середовища», директор                                             |
| б/м                                                     | Калашніков Валерій Миколайович      | 05.11.2010            | Освіта вища    | позапартійний                                 | ДАХК «ЧСЗ», генеральний директор                                                                |
| б/м                                                     | Буркун Валерій Васильович           | 05.11.2010            | Освіта вища    | член Партії регіонів                          | ВАТ «Оріон-Авто», голова правління                                                              |
| б/м                                                     | Дятлов Сергій Геннадійович          | 05.11.2010            | Освіта вища    | член Партії регіонів                          | приватний підприємець                                                                           |
| б/м                                                     | Шульгач Сергій Володимирович        | 05.11.2010            | Освіта вища    | член Партії регіонів                          | ВАТ «Миколаївтрансводбуд», голова правління                                                     |
| б/м                                                     | Чорноморченко Алла Василівна        | 05.11.2010            | Освіта вища    | член Партії регіонів                          | приватний підприємець                                                                           |
| б/м                                                     | Баєв Андрій Олексійович             | 05.11.2010            | Освіта вища    | член Партії регіонів                          | ВАТ «Приватбанк», управляючий мру                                                               |
| б/м                                                     | Мєдвєдєв Олександр Еллійович        | 05.11.2010            | Освіта вища    | член Партії регіонів                          | ТОВ АПК «АЛЯ», керівник                                                                         |
| б/м                                                     | Качний Ігор Сталіноленович          | 05.11.2010            | Освіта вища    | член Партії регіонів                          | ТОВ ТД «Морепродукт», директор                                                                  |
| б/м                                                     | Жайворонок Сергій Іванович          | 05.11.2010            | Освіта вища    | член Партії регіонів                          | ДЮСШ № 3, директор                                                                              |
| б/м                                                     | Брек Віталій Олександрович          | 05.11.2010            | Освіта вища    | член Партії регіонів                          | КП ММР"Миколаївська ритуальна служба", директор                                                 |
| б/м                                                     | Куклінський Дмитро Анатолійович     | 05.11.2010            | Освіта вища    | член Партії регіонів                          | ПП «САВ -МК», фінансовий директор                                                               |
| б/м                                                     | Бабков Юрій Валентинович            | 05.11.2010            | Освіта вища    | член Партії регіонів                          | ТОВ «Дайм-Сервіс», директор                                                                     |
| б/м                                                     | Овчаренко Юрій Юрійович             | 05.11.2010            | Освіта вища    | член Партії регіонів                          | пенсіонер                                                                                       |
| б/м                                                     | Дробот Віктор Володимирович         | 05.11.2010            | Освіта вища    | член Партії регіонів                          | ТОВ "Миколаївкомундорпроект, директор "                                                         |
| б/м                                                     | Буров Віктор Олександрович          | 05.11.2010            | Освіта вища    | член Партії регіонів                          | ТОВ «Миколаївзеленгосп», директор                                                               |
| б/м                                                     | Чистякова Тетяна Феліксівна         | 14.01.2011            | Освіта вища    | член Партії регіонів                          | Національний університет кораблебудування ім. адмірала Макарова, редактор                       |
| б/м                                                     | Антощенко Юрій Михайлович           | 20.12.2012            | Освіта вища    | член Партії регіонів                          | ВАТ ЕК «Миколаївобленерго», перший заступник голови правління                                   |
| б/м                                                     | Полянцев Сергій Васильович          | 21.10.2013            | Освіта вища    | член Партії регіонів                          | приватний підприємець                                                                           |
| 1                                                       | Бернацький Олександр Вікторович     | 05.11.2010            | Освіта вища    | член Партії регіонів                          | Державна податкова адміністрація у Миколаївській області, заступник начальника                  |
| 2                                                       | Будак Валерій Дмитрович             | 05.11.2010            | Освіта вища    | позапартійний                                 | Миколаївський національний університет ім. В. Сухомлинського, ректор                            |
| 3                                                       | Худяков Володимир Юрійович          | 05.11.2010            | Освіта вища    | член Партії регіонів                          | НВП «Віланик», директор                                                                         |
| 4                                                       | Волохов Євген Павлович              | 05.11.2010            | Освіта вища    | член Партії регіонів                          | Пологовий будинок № 1, головний лікар                                                           |
| 5                                                       | Копійка Ігор Миколайович            | 05.11.2010            | Освіта вища    | член Партії регіонів                          | Компанія «ІНСА», засновник                                                                      |
| 6                                                       | Моторна Зінаїда Володимирівна       | 05.11.2010            | Освіта вища    | член Партії регіонів                          | спеціалізована загальноосвітня школа № 53, заступник директора                                  |
| 7                                                       | Щедрова Тетяна Василівна            | 05.11.2010            | Освіта вища    | член Партії регіонів                          | Дитяча поліклініка № 4, головний лікар                                                          |
| 9                                                       | Положенко Валерій Миколайович       | 05.11.2010            | Освіта вища    | член Партії регіонів                          | КП «ЕЛУ автодоріг», директор                                                                    |
| 10                                                      | Агнянніков Андрій Володимирович     | 05.11.2010            | Освіта вища    | член Партії регіонів                          | Пологовий будинок № 1, заступник головного лікаря                                               |
| 11                                                      | Вороненко Микола Васильович         | 05.11.2010            | Освіта вища    | член Партії регіонів                          | приватний підприємець                                                                           |
| 12                                                      | Рижик Володимир Іванович            | 05.11.2010            | Освіта вища    | член Партії регіонів                          | Адміністрація Центрального району, голова                                                       |
| 13                                                      | Мотуз Сергій Васильович             | 05.11.2010            | Освіта вища    | член Партії регіонів                          | Міська поліклініка № 4, головний лікар                                                          |
| 14                                                      | Горбачов Олександр Сергійович       | 05.11.2010            | Освіта вища    | член Партії регіонів                          | приватний підприємець                                                                           |
| 15                                                      | Воронов Віталій Павлович            | 05.11.2010            | Освіта вища    | член Партії регіонів                          | Управління у справах сім'ї та молоді виконкому Миколаївської міської ради, начальник Управління |
| 16                                                      | Гольтер Володимир Ілліч             | 05.11.2010            | Освіта вища    | член Партії регіонів                          | ЗАТ Миколаївський машинобудівний завод, заступник генерального директора                        |
| 17                                                      | Колечко Ніна Костянтинівна          | 05.11.2010            | Освіта вища    | член Партії регіонів                          | загальноосвітня школа № 18, директор                                                            |
| 19                                                      | Женжеруха Олександр Жоржович        | 05.11.2010            | Освіта вища    | член Партії регіонів                          | Миколаївський міськвиконком, заступник міського голови                                          |
| 21                                                      | Маслєнніков Костянтин Євгенович     | 05.11.2010            | Освіта вища    | позапартійний                                 | Військова частина А0224, командир бригади                                                       |
| 22                                                      | Бекало Максим Сергійович            | 05.11.2010            | Освіта вища    | позапартійний                                 | УМВС України і Миколаївській області, помічник начальника                                       |
| 24                                                      | Гранатуров Юрій Ісайович            | 05.11.2010            | Освіта вища    | член Партії регіонів                          | Виконком міської ради, перший заступник міського голови                                         |
| 25                                                      | Шмалько Анатолій Миколайович        | 05.11.2010            | Освіта вища    | член Партії регіонів                          | пенсіонер                                                                                       |
| 26                                                      | Топчий Володимир Миколайович        | 05.11.2010            | Освіта вища    | член Партії регіонів                          | КП ММР «Миколаївський зоопарк», директор                                                        |
| 27                                                      | Тельпіс Василь Степанович           | 05.11.2010            | Освіта вища    | член Партії регіонів                          | МКП «Миколаїв-водоканал», директор                                                              |
| 28                                                      | Шаповалова Інга Олексіївна          | 05.11.2010            | Освіта вища    | член Партії регіонів                          | Миколаївський державний аграрний університет, в.о. професора                                    |
| 29                                                      | Єропунов Микола Леонтійович         | 05.11.2010            | Освіта вища    | член Партії регіонів                          | Управління Держгірпромнагляду і Миколаївській області, керівник                                 |
| 31                                                      | Цимбал Олексій Юрійович             | 05.11.2010            | Освіта вища    | позапартійний                                 | ДП НВКГ «Зоря-Машпроект», фінансовий директор                                                   |
| 32                                                      | Чернов Сергій Костянтинович         | 05.11.2010            | Освіта вища    | член Партії регіонів                          | ДП НВКГ «Зоря-Машпроект», директор по персоналу та НТІ                                          |
| 33                                                      | Філонок Тетяна Олександрівна        | 05.11.2010            | Освіта вища    | член Партії регіонів                          | ДП НВКГ «Зоря-Машпроект», заступник начальника управління                                       |
| 34                                                      | Євтушенко Володимир Вікторович      | 05.11.2010            | Освіта вища    | член Партії регіонів                          | ТОВ «Каравай», директор                                                                         |
| 35                                                      | Целищев Олексій Сергійович          | 05.11.2010            | Освіта вища    | позапартійний                                 | загальноосвітня школа № 45, директор                                                            |
| 36                                                      | Дюмін Анатолій Григорович           | 05.11.2010            | Освіта вища    | член Партії регіонів                          | ТОВ «Універсал-Юг», директор                                                                    |
| 37                                                      | Сидорук Сергій Євгенович            | 05.11.2010            | Освіта вища    | член Партії регіонів                          | ППФ «Юнікс — Трейд», директор                                                                   |
| 38                                                      | Грипас Олег Володимирович           | 05.11.2010            | Освіта вища    | член Партії регіонів                          | ТОВ «Приват-буд», директор                                                                      |
| 39                                                      | Крісенко Олег Вікторович            | 05.11.2010            | Освіта вища    | член Партії регіонів                          | ММА «Моя Батьківщина», голова ради                                                              |
| 41                                                      | Топчий Олег Дмитрович               | 05.11.2010            | Освіта вища    | член Партії регіонів                          | Українська фінансово-промислова компанія, директор                                              |
| 42                                                      | Лебеденко Валентин Михайлович       | 05.11.2010            | Освіта вища    | член Партії регіонів                          | ТОВ «МГЗ», начальник відділу                                                                    |
| 43                                                      | Ципляєв Володимир Сергійович        | 05.11.2010            | Освіта вища    | член Партії регіонів                          | приватний підприємець                                                                           |
| 45                                                      | Устенко Володимир Ілліч             | 05.11.2010            | Освіта вища    | член Партії регіонів                          | Адміністрація Корабельного району, голова адміністрації                                         |
| Партія «Справедливість»                                 |                                     |                       |                |                                               |                                                                                                 |
| 23                                                      | Карцев В'ячеслав Миколайович        | 05.11.2010            | Освіта вища    | позапартійний                                 | ПП «К. В. М.», директор                                                                         |
| Політична партія Всеукраїнське об'єднання «Батьківщина» |                                     |                       |                |                                               |                                                                                                 |
| б/м                                                     | Курченко Олександр Тимофійович      | 05.11.2010            | Освіта вища    | член Всеукраїнського об'єднання «Батьківщина» | приватний підприємець                                                                           |
| б/м                                                     | Паливода Сергій Миколайович         | 05.11.2010            | Освіта вища    | член Всеукраїнського об'єднання «Батьківщина» | Благодійний фонд «Ветеран», керівник                                                            |
| б/м                                                     | Чеканович Андрій Геннадійович       | 05.11.2010            | Освіта вища    | член Всеукраїнського об'єднання «Батьківщина» | ТОВ «Терен — 1», директор                                                                       |
| б/м                                                     | Мостовой Юрій Вікторович            | 05.11.2010            | Освіта вища    | член Всеукраїнського об'єднання «Батьківщина» | приватний підприємець                                                                           |
| Політична партія «Сильна Україна»                       |                                     |                       |                |                                               |                                                                                                 |
| б/м                                                     | Болтянський Олександр Михайлович    | 05.11.2010            | Освіта вища    | член Політичної партії «Сильна Україна»       | ТОВ «Шпиль», генеральний директор                                                               |
| б/м                                                     | Блащук Анатолій Петрович            | 05.11.2010            | Освіта вища    | член Політичної партії «Сильна Україна»       | ТОВ "Термінал Південно-Бузький, директор                                                        |
| 8                                                       | Солтис Олег Петрович                | 05.11.2010            | Освіта вища    | член Політичної партії «Сильна Україна»       | ТОВ"Укрросімпорт", директор                                                                     |
| 44                                                      | Кухмай Микола Іванович              | 05.11.2010            | Освіта вища    | член Політичної партії «Сильна Україна»       | АТЗТ «МСУ-139», голова правління                                                                |
| Політична партія «Третя Сила»                           |                                     |                       |                |                                               |                                                                                                 |
| б/м                                                     | Рогов Георгій Костянтинович         | 05.11.2010            | Освіта вища    | позапартійний                                 | Національний університет кораблебудування ім. адмірала Макарова, доцент                         |
| б/м                                                     | Суслова Тетяна Михайлівна           | 05.11.2010            | Освіта вища    | позапартійна                                  | Національний університет кораблебудування ім. адмірала Макарова, старший викладач               |
| б/м                                                     | Концевой Ігор Олександрович         | 05.11.2010            | Освіта вища    | член Політичної партії «Третя Сила»           | ТОВ «Продовольчі товари», директор                                                              |
| б/м                                                     | Беркан Михайло Анатолійович         | 05.11.2010            | Освіта вища    | позапартійний                                 | ПП"Юридичний консультаційний «Бізнес-Центр», директор                                           |
| б/м                                                     | Кузовлєв Юрій Георгійович           | 14.03.2014            | Освіта вища    | позапартійний                                 | Регіональна торгово-промислова палата Миколаївськоїобласті, начальник юридичного відділу        |
| Політична партія «Фронт Змін»                           |                                     |                       |                |                                               |                                                                                                 |
| б/м                                                     | Мишкін Андрій Олександрович         | 05.11.2010            | Освіта вища    | член Політичної партії «Фронт Змін»           | ВАТ «Вадан Ярдс Океан», начальник фінансового відділу                                           |
| б/м                                                     | Богомаз Олег Миколайович            | 05.11.2010            | Освіта вища    | член Політичної партії «Фронт Змін»           | ЗАТ «Сігма-Спорт», заступник голови правління                                                   |
| б/м                                                     | Коробко Гнат Георгійович            | 05.11.2010            | Освіта вища    | член Політичної партії «Фронт Змін»           | Політична Партія"Фронт Змін", радник лідера                                                     |
| б/м                                                     | Клюс Сергій Валерійович             | 05.11.2010            | Освіта вища    | член Політичної партії «Фронт Змін»           | ЗАТ «Миколаївський ДІПРОМІСТ», голова наглядової ради                                           |
| 18                                                      | Жолобецький Олександр Олександрович | 05.11.2010            | Освіта вища    | член Політичної партії «Фронт Змін»           | Регіональна Торгово-Промислова Палата Миколаївської області, радник                             |
| 40                                                      | Мудрак Олег Іванович                | 05.11.2010            | Освіта вища    | член Політичної партії «Фронт Змін»           | ПП Агротехснаб, директор                                                                        |